# Allt om resor
Allt om Resor var ett resemagasin som grundades 1998. Det såldes 2012 av Bonnier Tidskrifter till Expressen och lades ner 2024.
| Chefredaktör              | Tid       |
| ------------------------- | --------- |
| Elisabeth Garcia Dahlbäck | 1998–2000 |
| Catharina Hansson         | 2000–2001 |
| Niklas Sessler            | 2001–2003 |
| Eva Birmann               | 2003–2005 |
| Åsa Lundqvist             | 2005–2008 |
| Niclas Blixt              | 2009–2011 |
| Frida Boisen              | 2011–2012 |
| Pamela Andersson          | 2012      |
| Elisabeth Montgomery      | 2012–2017 |
| Sophie Kleist             | 2017–2018 |
| Niklas Sessler            | 2019–2024 |